# Scylliogaleus quecketti
El tollo dentiplano (Scylliogaleus quecketti) es un tiburón de la familia Triakidae, el único miembro del género Scylliogaleus, que habita en Sudáfrica subtropical, en el océano Índico occidental entre las latitudes 27° S y 33º S.